# Accident mortel de John F. Kennedy Jr.
L'accident aérien mortel de John F. Kennedy Jr. est un accident d'avion qui s'est produit dans la soirée du 16 juillet 1999. John Fitzgerald Kennedy Jr., fils de John Fitzgerald Kennedy, 35e président des États-Unis, est mort lorsque son avion s'est écrasé dans l'océan Atlantique, au large de Martha's Vineyard, dans le Massachusetts. La femme de John Kennedy Jr., Carolyn Bessette, et sa belle-sœur, Lauren Bessette, meurent également dans l'avion. Le monomoteur Piper Saratoga avait quitté l'aéroport du comté d'Essex, dans le New Jersey, et devait longer la côte du Connecticut puis traverser Rhode Island jusqu'à l'aéroport de Martha's Vineyard.
L'enquête officielle du conseil national de la sécurité des transports américain (NTSB) a conclu que Kennedy a été victime d'une désorientation spatiale alors qu'il descendait la nuit sur l'eau et a donc perdu le contrôle de son avion. Kennedy n'était pas titulaire d'une qualification de vol aux instruments et, par conséquent, il n'était certifié que selon les règles de vol à vue. Au moment de l’accident, les conditions météorologiques et de luminosité étaient telles que tous les points de repère de base étaient masqués, ce qui rendait le vol à vue difficile, même si la loi le permettait encore.

## Contexte
Le soir du 16 juillet 1999, John F. Kennedy Jr. pilotait un Piper Saratoga pour assister au mariage de sa cousine, Rory, avec Mark Bailey. L'avion transportait également l'épouse de Kennedy, Carolyn Bessette, et sa belle-sœur, Lauren Bessette. Kennedy avait acheté son avion trois mois avant l'accident. Les sœurs Bessette étaient assises dans la deuxième rangée de sièges, juste derrière le siège du pilote.

## Accident
À 20 h 38, Kennedy quitte l'aéroport du comté d'Essex, dans le New Jersey, 34 kilomètres à l'ouest de Midtown Manhattan. Vers 21 h 41, l’avion de Kennedy s’écrase le nez en premier dans l’océan Atlantique. À 22 h 05, un stagiaire d'été de bureau a contacté le bureau de la Federal Aviation Administration (FAA) à Bridgeport, dans le Connecticut, au sujet de l'absence de l'avion de Kennedy, qui n'est toujours pas arrivé à sa destination, mais le stagiaire a été informé qu'aucune information ne pouvait lui être communiquée par téléphone.
Le 17 juillet, à 2 h 15, les Kennedy ont signalé à la base des garde-côtes locaux que l'avion n'était pas arrivé. À 4 heures du matin, les garde-côtes américaines ont lancé une opération de recherche et de sauvetage. Les responsables n'étaient pas optimistes quant à la possibilité de retrouver Kennedy en vie après la récupération de plusieurs débris de son avion dans l'océan Atlantique. « Il y a toujours de l'espoir », a déclaré le lieutenant des garde-côtes Gary Jones, « mais malheureusement, lorsque vous trouvez certaines preuves, vous devez être prêt à tout ».

## Récupération des débris
Le 19 juillet, le navire Rude de la NOAA parvient à localiser des fragments de l'avion de Kennedy à l'aide d'un sonar à balayage latéral. Le Rude a capté des images haute résolution qui ont été utilisées pour créer une carte en trois dimensions du plancher océanique. Le matin du 20 juillet, le navire de sauvetage USNS Grasp identifie le fuselage de l'avion. Des plongeurs de la marine ont trouvé des parties de l'avion éparpillées sur une vaste zone de fond marin à 37 mètres de profondeur, à environ 12 kilomètres à l'ouest de Martha's Vineyard.
Dans l'après-midi du 21 juillet, des plongeurs retrouvent les corps de Kennedy et des sœurs Bessette,. Des plongeurs ont découvert que les sœurs Bessette étaient près du fuselage, alors que Kennedy était toujours attaché à son siège. Les corps ont été emmenés en convoi au bureau d'un médecin légiste. Les autopsies effectuées le soir du 21 juillet ont révélé que les trois personnes étaient mortes des suites de l'impact. Au même moment, les familles Kennedy et Bessette annoncent leurs plans pour des services commémoratifs. Une fois les autopsies terminées, les trois corps ont été transportés de Hyannis à Duxbury, dans le Massachusetts, où ils ont été incinérés au cimetière de Mayflower.

## Réponse du Président Clinton

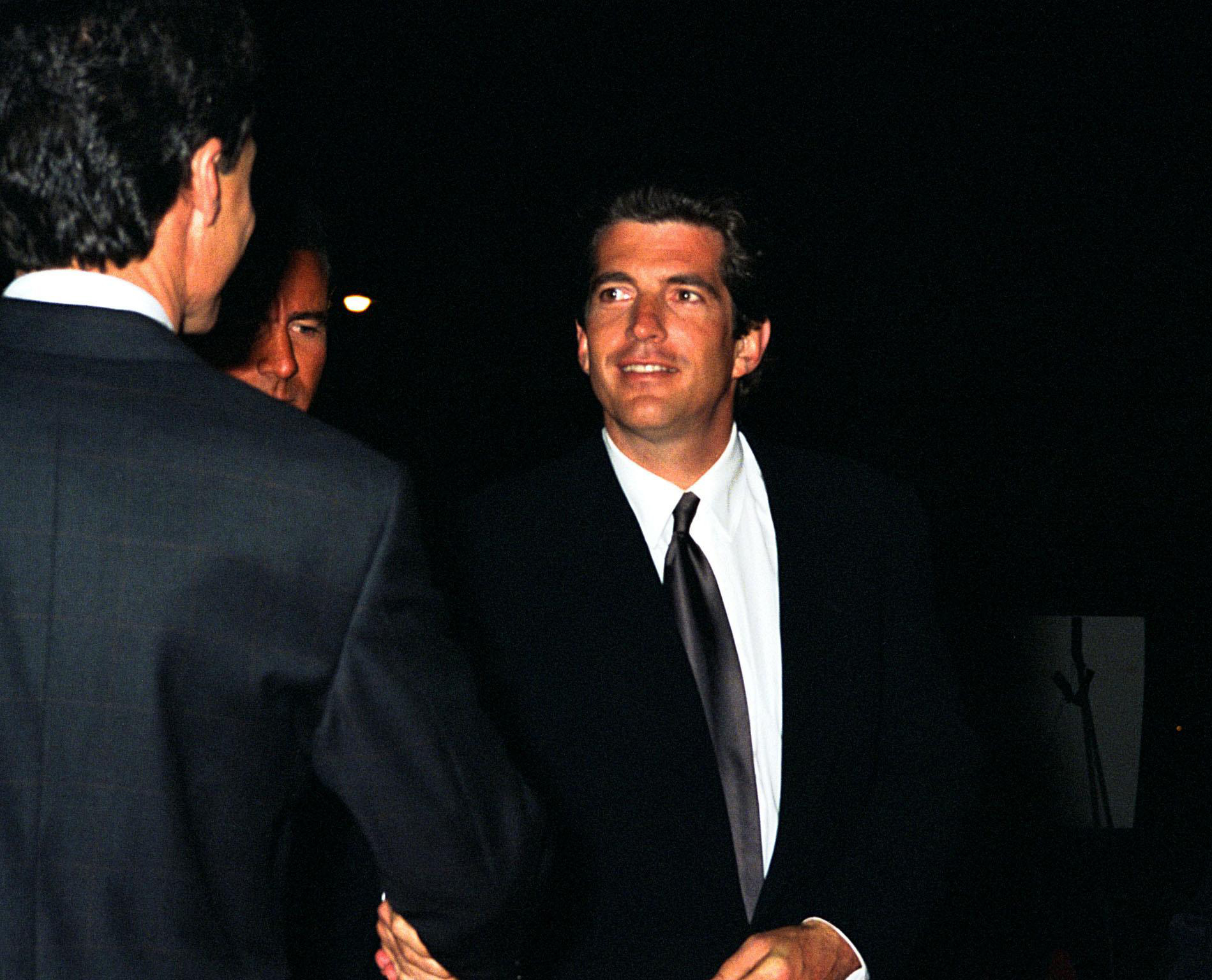
John Fitzgerald Kennedy, Jr.

Le président Bill Clinton s'est entretenu avec la sœur aînée de Kennedy, Caroline, et son oncle paternel, Ted. Clinton a également parlé à Andrew Cuomo, qui était marié à la cousine de Kennedy, Kerry, à l'époque. « Il voulait leur faire savoir qu'il pensait à eux, que nous ferions tout ce qui était en notre pouvoir et que nos prières les accompagnaient », a déclaré le porte-parole de Clinton, Joe Lockhart. Clinton ordonna à des navires de guerre américains de participer à la recherche de l'avion de Kennedy. Les critiques ont fait valoir que la fouille était un abus de l'argent des contribuables, aucun citoyen ordinaire n'aurait bénéficié du même traitement. Clinton a déclaré cet après-midi que les Kennedy avaient « beaucoup souffert et donné plus », et il leur a également demandé de ressentir « la force de Dieu, l'amour de leurs amis et les prières de leurs concitoyens ».

## Enquête
Le conseil national de la sécurité des transports américain (NTSB) a officiellement déclaré que l'avion de Kennedy s'était abîmé dans l'océan Atlantique au large de Martha's Vineyard et que la cause probable de l'accident a été « l'incapacité de Kennedy à garder le contrôle de l'avion lors d'une descente de nuit sur l'eau, causé par une désorientation spatiale »,,. Kennedy n'était pas qualifié pour piloter son avion uniquement avec des instruments,,. Cependant, l'accident s'est produit dans des conditions n'exigeant pas juridiquement cette qualification. D'autres pilotes empruntant des routes similaires la nuit de l'accident de Kennedy ont signalé que l'horizon n'était pas visible en raison de la brume.

### Facteurs ayant contribué à l'accident

#### Brume et visibilité
Les conditions atmosphériques le long de la trajectoire de vol de Kennedy la nuit du crash étaient parfois troubles. Le manque de repère associé à ce manque de visibilité peut parfois entraîner une désorientation spatiale pour les pilotes. Les conditions météorologiques étaient officiellement classées comme « conditions météorologiques de vol à vue » (VMC). La visibilité était très mauvaise dans le comté d'Essex, dans le New Jersey, et les aéroports situés le long de la trajectoire de vol de Kennedy ont signalé une visibilité entre 8 et 13 kilomètres avec de la brume et quelques nuages. Certains pilotes empruntant des routes similaires à celles de Kennedy la nuit de l'accident ont signalé que l'horizon n'était pas visible au-dessus de l'eau en raison de la brume. En outre, le NTSB a signalé qu'un pilote avait annulé un vol similaire ce soir-là en raison de conditions météorologiques « défavorables ». Les conditions proches du lieu du crash étaient les suivantes : « ciel dégagé à 12 000 pieds [3 650 mètres] ou moins, visibilité de 16 kilomètres ».

#### Expérience du pilote
Kennedy a obtenu sa licence de pilote privé pour la première fois en 1998 et a reçu la certification « avion à hautes performances » et « avion complexe (en) » deux mois avant l'accident. Son expérience totale en vol avant l’accident était d’environ 310 heures, dont 55 heures de nuit. Son temps de vol estimé dans l'avion accidenté était d'environ 36 heures, dont environ neuf heures de nuit. Environ trois heures de ce temps de vol l'étaient sans instructeur de vol certifié (CFI), et seulement 48 minutes de ce temps étaient parcourues la nuit, ce qui comprenait un seul atterrissage de nuit.
Quinze mois avant l'accident, Kennedy avait effectué environ 35 vols à destination ou en provenance du nord du New Jersey et autour de la région de Martha's Vineyard. Kennedy a piloté plus de 17 de ces vols sans instructeur à bord, dont au moins cinq la nuit. Son dernier vol connu dans son avion sans instructeur à bord a eu lieu deux mois avant l'accident.

#### Formation du pilote
L'instructeur qui a préparé Kennedy pour sa licence a déclaré qu’il possédait de « très bonnes » compétences de pilote pour son niveau d’expérience. Quatre mois avant l’accident, Kennedy a réussi l’examen écrit d’instrumentation avion de la FAA, puis s’est inscrit à un cours de qualification de pilotage aux instruments. Il a continué à recevoir des instructions de vol dans le New Jersey dans son avion, notamment des vols entre Essex et Martha's Vineyard. Ses instructeurs ont déclaré que Kennedy avait besoin d'aide pour travailler sur les pédales de gouvernail afin de faire rouler l'avion en raison de sa blessure à la cheville.
Pendant un vol d'entraînement de nuit dans des conditions aux instruments, son instructeur a déclaré que Kennedy était capable de piloter l'avion sans horizon visible, mais qu'il avait peut-être eu des difficultés à effectuer des tâches supplémentaires dans de telles conditions. Il a également déclaré que le pilote n'était pas prêt pour une évaluation des instruments et qu'il avait besoin d'une formation supplémentaire. Au moment de l’accident, l’instructeur ne savait pas que Kennedy piloterait dans ces conditions sans l’instructeur à bord. Il a ajouté qu’il avait parlé à Kennedy la nuit de l’accident et lui avait proposé de voler avec lui cette nuit-là. Il a déclaré que Kennedy avait la capacité d'effectuer un vol de nuit vers Martha's Vineyard aussi longtemps qu'un horizon visible existait.

#### Stress
Le NTSB a laissé entendre que le mariage de la cousine de John Kennedy Jr. avait peut-être contribué à créer une source de stress au moment du crash. De plus, le magazine de Kennedy, George, avait de graves problèmes financiers. Selon le manuel d'information aéronautique (AIM) : « le stress de la vie quotidienne peut nuire aux performances du pilote, souvent de manière subtile. Les distractions peuvent tellement nuire au jugement que des risques injustifiés sont pris, tels que voler dans des conditions météorologiques dégradées pour respecter le calendrier prévu ».

#### Distraction
À partir de 20 h 49, environ 10 minutes après le départ et pendant 5 minutes jusqu'à 20 h 54, l'avion de Kennedy volait à proximité du vol 1484 d'American Airlines, un Fokker 100, qui était en approche sur l'aéroport du comté de Westchester. Le système d'alerte de trafic et d'évitement des collisions (TCAS) s'est déclenché sur le Fokker 100, ce qui a provoqué des discussions entre le Fokker et le contrôleur d'approche de New York. Cependant, l'interaction a pris fin lorsque le vol 1484 a indiqué au contrôleur qu'ils pensaient que l'autre avion était un Piper et que l'avertissement TCAS avait été résolu. Aucune action corrective n'a été entreprise par le contrôle ni par le vol 1484. On ignore si Kennedy était au courant de l'incident ou s'il était distrait par celui-ci.

#### Départ tardif
Le vol était initialement prévu de jour mais a dû être reporté à la suite du retard de la belle-sœur de Kennedy au travail. Le trafic intense a encore retardé le vol de Kennedy et l'a repoussé jusqu'à la tombée de la nuit. Initialement prévu à 18 h 00, l'avion de Kennedy a décollé à 20 h 39, presque une demi-heure après le coucher du soleil. Au moment du décollage, la lune était juste au-dessus de l'horizon et fournissait très peu d'éclairage.

#### Aucun plan de vol ou demande d'assistance
Kennedy n'a jamais reçu de briefing météorologique ni déposé de plan de vol auprès d'une station d'information de vol. À l'exception de la portion de décollage de son vol, Kennedy n'a contacté aucun contrôleur de la circulation aérienne et pendant le vol, il n'a jamais demandé de l'aide ni déclaré d'urgence. Dans les conditions de son vol, Kennedy n'était pas tenu de déposer un plan de vol et personne ne connaissait alors son itinéraire exact ni l'heure prévue de son arrivée. Selon le Weather Service International, comme indiqué dans l'enquête du NTSB, Kennedy a fait deux demandes météorologiques avant de décoller. Les informations qui lui ont été fournies indiquaient que la visibilité allait de 16 kilomètres le long de son parcours à 6 kilomètres à Martha's Vineyard.

#### Vol au-dessus de l'eau sans relief
Peu de temps après avoir passé Point Judith, Rhode Island, l'avion de Kennedy s'est dirigé directement vers Martha's Vineyard. Au lieu de suivre le littoral de Rhode Island Sound et de la Baie de Buzzards, ce qui aurait fourni des lumières visibles au sol, Kennedy a choisi une route directe plus courte sur une étendue d'eau dégagée de 50 kilomètres. Selon le manuel de vol de la FAA, il peut être très dangereux de traverser de grandes étendues d'eau la nuit, non seulement du point de vue de l'amerrissage forcé dans l'eau, mais également du fait que l'horizon sans relief se confond visuellement avec l'eau, auquel cas la perception et l'orientation de la profondeur deviennent difficiles.

#### Blessure au pied
Six semaines avant l'accident, Kennedy s'était fracturé la cheville gauche dans un accident de parapente durant le week-end du Memorial Day. Il a subi une opération chirurgicale et portait un plâtre qui a été retiré la veille du vol. Il marchait toujours avec une béquille le jour de l'accident. Lors de ses entretiens, le chirurgien orthopédiste de Kennedy a déclaré qu'au moment de l'accident, il aurait pu appliquer le type de pression normalement requis pour conduire une voiture.

#### Fréquences radios incorrectes
Alors que le NTSB examinait l'épave, il découvrit rapidement que les fréquences sélectionnées par Kennedy étaient incorrectes. Kennedy avait accidentellement choisi 127.25 pour l'ATIS de Martha Vineyard au lieu de 126.25. De même, il a choisi 135.25 pour l’ATIS du comté d’Essex, mais il aurait dû être de 135.5. Le NTSB a refusé de commenter la contribution éventuelle de ce facteur dans le crash de l'avion.

## Conséquences

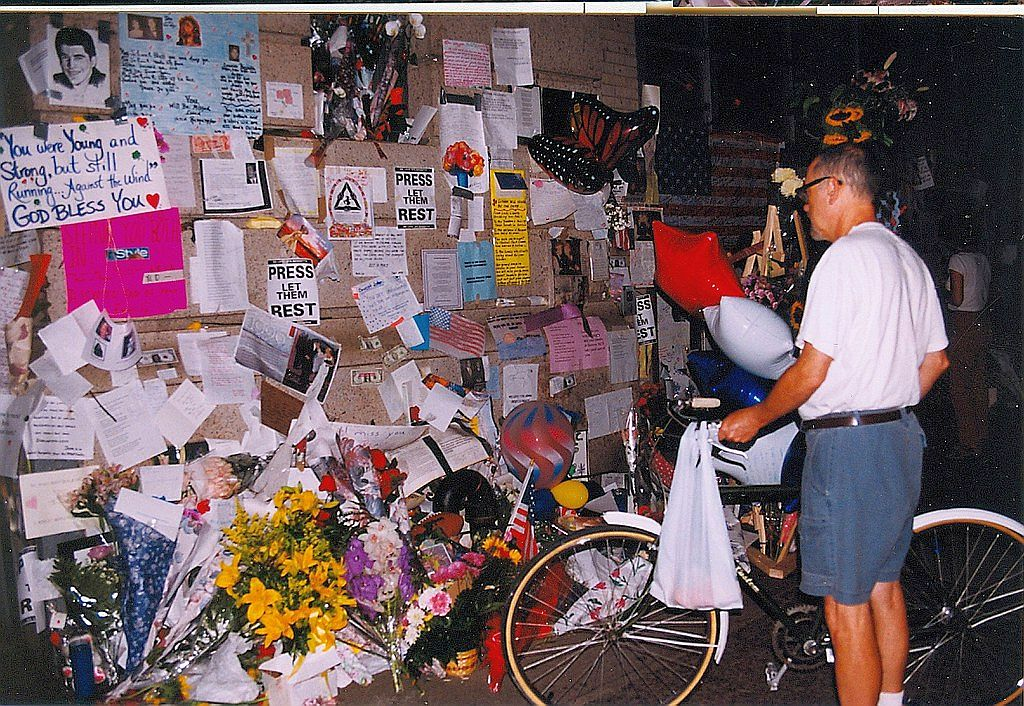
Hommages après l'accident devant l'immeuble d'habitation de J. Kennedy.

Le matin du 22 juillet, des proches ont apporté les restes incinérés de Kennedy sur l'USS Briscoe. Ses cendres ont ensuite été dispersées dans l'océan Atlantique, au large des côtes de Martha's Vineyard,,.

Le président Bill Clinton a ordonné que les drapeaux de la Maison-Blanche soient mis en berne pour honorer Kennedy. Lors d'une cérémonie commémorative publique pour Kennedy, son oncle paternel, Ted, a déclaré :
« Nous avons osé penser [...] que ce John Kennedy vivrait pour se coiffer les cheveux gris, avec sa chère Carolyn à ses côtés. Mais, à l'instar de son père, il avait tout pour lui, sauf la longueur de ses années. »,.
Le testament de Kennedy, signé 18 mois avant sa mort, stipulait que tous ses effets personnels, biens et avoirs devaient être « répartis équitablement » entre ses deux nièces, Rose et Tatiana (en), et son neveu, John, qui faisait partie des 14 bénéficiaires dans le testament.

## Médias
L'accident a fait l'objet d'un épisode dans la série télévisée Air Crash nommé « La malédiction Kennedy » (saison 14 - épisode 6).

### Vidéos
- (en) [vidéo] « JFK Jr. Death Special Report News (7.17.1999) (Part 1 of 3) », sur YouTube.
- (en) [vidéo] « As It Happened - the Tragic Death of John Kennedy Jr. - July, 1999 - part 6 of 6. », sur YouTube.
- (en) [vidéo] AP Archive, « USA: Pentagon: John F. Kennedy Jr. plane crash briefing », sur YouTube.
- (en) [vidéo] AP Archive, « USA: John F. Kennedy Jr. plane crash: search update (2) », sur YouTube.
- (en) [vidéo] AP Archive, « USA: John F. Kennedy Jr. plane crash tragedy: reactions », sur YouTube.
- (en) [vidéo] AP Archive, « USA: John F. Kennedy Jr. memorial mass », sur YouTube.
- (en) [vidéo] Inside Edition, « What Caused JFK Jr.’s Plane to Crash? », sur YouTube.
- (en) [vidéo] Today (NBC), « John F. Kennedy Jr.’s Tragic Final Flight Retraced In New Documentary », sur YouTube.

### Lecture complémentaire
- (en) Clemens David Heymann, American Legacy: The Story of John and Caroline Kennedy [« Héritage américain : l'histoire de John et Caroline Kennedy »], New York, Atria Publishing Group, 10 juillet 2007, XII-593 p. (ISBN 978-1-4165-4638-2, OCLC 263446073).